# Superbolide du Groenland du 9 décembre 1997
Le superbolide du Groenland du 9 décembre 1997 a eu lieu ce jour-là à 5 h 15 min 55 s heure locale, soit 8 h 15 min 55 s UTC, par 62,7° Nord et 49,9° Ouest.
L'énergie rayonnée fut de 2,70 × 1011 joules et l'énergie totale de 0,73 kilotonne.
L'impacteur avait une masse initiale de 36 000 kilogrammes et une vitesse initiale de 30,5 ± 1,7 kilomètres par seconde.
Aucune météorite n'a été retrouvée.